# Liste de peintures de Jean-Baptiste Perronneau
Cette page fournit une liste de tableaux du peintre français Jean-Baptiste Perronneau (1715-1783)

## Chronologie
| Tableau | Titre | Date                      | Dimensions                                                   | Référence                   | Lieu de conservation                                                                         |
| ------- | --- | ------------------------- | ------------------------------------------------------------ | --------------------------- | -------------------------------------------------------------------------------------------- |
|         | Jeune Garçon avec un livre (frère cadet de l'artiste)                                                                 | vers 1740 (Salon de 1746) | huile sur toile 63 × 52 cm                                   | Musée                       | Saint-Petersbourg, Musée de l'Ermitage                                                       |
|         | Fillette au chat Attribution probable                                                                                 | vers 1743                 | pastel sur papier 59 × 50 cm                                 | Musée                       | Londres, National Gallery                                                                    |
|         | Charles de Baschi | 1746                      |                                                              | Histoire de la bibliophilie | Collection privée                                                                            |
|         | Magdaleine Pinceloup de La Grange née de Parseval                                                                     | 1747                      | huile sur toile 65 × 52 cm                                   | Musée                       | Los Angeles, Getty Center                                                                    |
|         | Charles-François Pinceloup de La Grange                                                                               | 1747                      | huile sur toile 65 × 54 cm                                   | Musée                       | Los Angeles, Getty Center                                                                    |
|         | Portrait d'un garçon                                                                                                  | 1747                      | pastel sur papier 41 × 33 cm                                 | Musée                       | Nationalmuseum, Stockholm                                                                    |
|         | Jean-Baptiste Antoine Le Moyne                                                                                        | 1747                      | pastel sur papier vergé bleu 45 × 37 cm                      | Musée                       | Art Institute of Chicago                                                                     |
|         | Portrait de Mme Le Moyne née Marie Jeanne Doru âgée de 32 ans                                                         |                           | pastel sur velin 46 × 36 cm                                  | Catalogue Sotheby's         | Collection privée Vente Sotheby's 2014                                                       |
|         | Le Graveur Gabriel Huquier                                                                                            | février 1747              | pastel sur papier bleu marouflé sur toile 63 × 53 cm         | Base Atlas                  | Paris, musée du Louvre                                                                       |
|         | La Petite Fille au chat (Mlle Huquier)                                                                                | octobre 1747              | pastel sur vélin 47 × 38 cm                                  | Musée                       | Paris, musée du Louvre                                                                       |
|         | Portrait d'homme (antérieurement identifié à Francis Hastings, comte de Huntington)                                   | 1747-1748                 | huile sur toile                                              |                             | Saint-Pétersbourg, musée de l'Ermitage                                                       |
|         | Mme de Sorquainville épouse d’un conseiller au Parlement de Rouen                                                     | 1749                      | huile sur toile 101 × 81 cm                                  | Base Atlas                  | Paris, musée du Louvre                                                                       |
|         | John Towneley | 1749                      | pastel sur papier brun 62 × 49 cm                            | Art Fund                    | Burnley, Art Gallery & Museum de Towneley Hall                                               |
|         | Portrait d'homme | 1750                      | huile sur toile 54 × 45 cm                                   | Musée                       | Musée des beaux-arts de Tours                                                                |
|         | Portrait du dessinateur français Aignan-Thomas Desfriches                                                             | 1751                      | Pastel                                                       | Académie d'Orléans          | Orléans, musée des Beaux-Arts                                                                |
|         | Pierre Bouguer de l'Académie de Sciences (1698-1758)                                                                  | 1753                      | pastel sur papier bleu marouflé sur toile 68 × 57 cm         | Département art Graphique   | Paris, musée du Louvre                                                                       |
|         | Jean-Baptiste Oudry peintre animalier (1686-1755) Morceau de réception à l’Académie                                   | 1753                      | huile sur toile 131 × 105 cm                                 | Base Atlas                  | Paris, musée du Louvre                                                                       |
|         | Lambert Sigisbert Adam                                                                                                | 1753                      | huile sur toile 131 × 98 cm                                  | Base Atlas                  | Paris, musée du Louvre                                                                       |
|         | Portrait de Jacob van Kretschmar                                                                                      | 1754                      | Pastel sur papier                                            | Musée                       | Mauritshuis, La Haye, Pays-Bas                                                               |
|         | Olivier Journu (1724–1764)                                                                                            | 1756                      | Pastel sur papier vergé bleu-gris monté sur toile 58 × 47 cm | Musée                       | New York, Metropolitan Museum of Art                                                         |
|         | Portrait d'Aimé Benjamin Fleuriau                                                                                     | 1756                      | Pastel 53 × 45 cm                                            | Catalogue Sotheby's         | Collection privée Vente Sotheby's 2015                                                       |
|         | Portrait de Suzanne Liège Fleuriau                                                                                    | 1756                      | Pastel 53 × 45 cm                                            | Catalogue Sotheby's         | Collection privée Vente Sotheby's 2015                                                       |
|         | Le Chevalier de Camiran                                                                                               | vers 1756                 | pastel                                                       |                             | Musée des arts décoratifs et du design de Bordeaux                                           |
|         | Portrait d'homme | vers 1757                 | pastel sur papier vergé bleu monté sur panneau 55 × 45 cm    | Musée                       | Washington, National Gallery of Art                                                          |
|         | Le Graveur Laurent Cars                                                                                               | 1759                      | pastel sur papier bleu marouflé sur toile 58 × 49 cm         | Base Atlas                  | Paris, musée du Louvre                                                                       |
|         | Portrait de Charles‑Nicolas Cochin II                                                                                 | vers 1759                 | pastel sur papier 56 × 46 cm                                 | Musée                       | Speed Art Museum, Louisville                                                                 |
|         | Jacques Cazotte | 1760-1765 92 × 73 cm      | huile sur toile                                              | Musée                       | Londres, National Gallery                                                                    |
|         | Portrait de femme (Mme Legrix, née d'Hégar)                                                                           | 1760-1769                 | pastel sur papier 61 × 49 cm                                 | Musée                       | Londres, National Gallery                                                                    |
|         | Sara Hinloopen (1689-1775) Épouse d'Arent van der Waeyen                                                              | 1763                      | pastel sur parchemin 58 × 45 cm                              | Musée                       | Amsterdam, Rijksmuseum                                                                       |
|         | Arent van der Waeyen (1685-1767) Conseiller municipal d'Amsterdam                                                     | 1763                      | pastel sur papier monté sur toile 56 × 49 cm                 | Musée                       | Amsterdam, Rijksmuseum                                                                       |
|         | Portrait de Robert Soyer                                                                                              | 1763-1765                 | huile sur toile 72 × 59 cm                                   | Base Joconde                | Musée du Louvre, Paris                                                                       |
|         | Prosper Augustin Tassin de Charsonville seigneur de La Renardière                                                     | 1765                      | pastel sur papier bleu 67 × 54 cm                            | Musée                       | Paris, musée du Louvre                                                                       |
|         | Portrait présumé de Barthélémy Augustin Blondel d'Azincourt (1719-1795)                                               | 1765                      | huile sur toile 80 × 63 cm                                   | Catalogue Christie's        | Collection privée Vente Christie's 2016                                                      |
|         | Portrait de Pierre Clément Raguenet                                                                                   | 1765                      | pastel sur papier vergé 61 × 50 cm                           | Musées Région-Centre        | Musée des beaux-arts d'Orléans                                                               |
|         | Daniel Jousse | 1765-1767                 | huile sur toile                                              |                             | Musée des beaux-arts d'Orléans                                                               |
|         | Catharine Elisabeth Metayer (née en 1744)                                                                             | 1765-1775                 | pastel sur parchemin 59 × 46 cm                              | Musée                       | Rijksmuseum, Amsterdam                                                                       |
|         | Portrait d'homme | 1766                      | huile sur toile 72 × 59 cm                                   | Musée                       | National Gallery of Ireland, Dublin                                                          |
|         | Charles Le Normant du Coudray                                                                                         | 1766                      | Pastel sur papier 62 × 48 cm                                 | Musée                       | Paris, musée Cognacq-Jay                                                                     |
|         | Portrait de dame probablement Mme Blondel d'Azincourt vêtue d'une cape bleue en point de Polka et manchon de fourrure | 1766                      | huile sur toile 682 × 65 cm                                  | Catalogue Sotheby's         | Collection privée Vente Sotheby's 2014                                                       |
|         | Portrait de Mme Jacques-Jean-Louis de Parouty                                                                         | 1767                      | pastel                                                       | Notice du musée             | Musée des arts décoratifs et du design de Bordeaux                                           |
|         | Monsieur Darcy | 1767                      | huile sur toile 81 × 64 cm                                   | Musée                       | David Collection, Copenhague                                                                 |
|         | Jeune femme en robe jaune avec des rubans bleus                                                                       | vers 1767                 | pastel sur papier bleu monté sur toile 61 × 50 cm            | Musée                       | Washington, National Gallery of Art                                                          |
|         | Portrait de Frederik Hansen de Liliendal, Consul du Danemark à Bordeaux                                               | 1767-1769                 | huile sur toile 89 × 70 cm                                   | Musée                       | Statens Museum for Kunst, Copenhague                                                         |
|         | Portrait de Marthe Coregeolles                                                                                        | 1768                      | pastel                                                       |                             | Musée des arts décoratifs et du design de Bordeaux dépôt du musée des beaux-arts de Bordeaux |
|         | Pierre-Henry du Mas de La Roque                                                                                       | 1768                      |                                                              |                             | Musée des beaux-arts de Bordeaux                                                             |
|         | Abraham van Robais | 1769                      | pastel sur papier gris 7 × 6 cm                              | Musée                       | Paris, musée du Louvre                                                                       |
|         | Portrait de Théophile Van Robais                                                                                      | 1770                      | pastel sur papier monté sur toile 74 × 57 cm                 | Musée                       | Getty Center, Los Angeles                                                                    |
|         | Portrait d'un homme en veste rouge                                                                                    | 1770-1775                 | huile sur toile 73 × 60 cm                                   | Musée                       | Musée des beaux-arts du Canada, Ottawa                                                       |
|         | Madame Jacques Nicolas Le Boucher d'Ailly                                                                             | 1770                      | pastel 69 × 56 cm                                            | Catalogue Sotheby's         | Collection privée Vente Sotheby's 2015                                                       |
|         | Portrait d'une jeune femme coiffée d'un fanchon de gaze rayée                                                         | 1770                      | pastel sur velin 55 × 46 cm                                  | Catalogue Sotheby's         | Collection privée Vente Sotheby's 2012                                                       |
|         | Petrus Woortman | 1771                      | huile sur toile 79 × 61 cm                                   | Musée                       | National Gallery of Victoria, Australie                                                      |
|         | Charles François Tassin de Charsonville                                                                               | 1771                      | huile sur toile                                              |                             | Musée des beaux-arts d'Orléans                                                               |
|         | Portrait d'Isabella-Agneta-Elisabeth de Zuylen, Mme de Charrière de Penthaz                                           | 1773                      | pastel sur papier monté sur toile 60 × 49 cm                 | Catalogue Sotheby's         | Collection privée Vente Sotheby's 2015                                                       |
|         | Portrait de femme | 1773                      | huile sur toile 72 × 59 cm                                   | Base Rkd                    | Collection privée Vente Sotheby's 2011                                                       |
|         | Portrait présumé de Georges William Coventry, 6e comte de Coventry (1722-1809)                                        | 1773                      | Huile sur toile 73 × 58 cm                                   | Catalogue Sotheby's         | Collection privée Vente Sotheby's 2008                                                       |
|         | Portrait d'homme (M. Braun?)                                                                                          | 1773                      | huile sur toile 74 × 60 cm                                   | Musée                       | Musée des beaux-arts de San Francisco                                                        |
|         | Portrait de femme (Mme Braun?)                                                                                        | 1773                      | huile sur toile 73 × 60 cm                                   | Musée                       | Musée des beaux-arts de San Francisco                                                        |
|         | Portrait de Karl Landgraf von Hessen-Kassel (1744-1836)                                                               | 1777                      | Huile sur toile 86 × 69 cm                                   | Base Rkd                    | Schleswig, Château de Gottorf                                                                |
|         | Portrait de Dame | 1777                      | pastel sur papier monté sur toile 69 × 55 cm                 | Musée                       | Statens Museum for Kunst, Copenhague                                                         |
|         | Portrait de Jacob Boreel Jansz''                                                                                      |                           | pastel 71 × 54 cm                                            | Catalogue Christie's        | Collection privée, Vente Christie's 2018                                                     |
|         | Portrait de Jacob Boreel (1746-1794) pendant du Portrait de Johanna Voet van Winsen (1744-1790)                       | 1778                      | Huile sur toile 64 × 49 cm                                   | Base Rkd                    | Collection privée, Pays-Bas                                                                  |
|         | Portrait de Johanna Voet van Winsen (1744-1790) pendant du Portrait de Jacob Boreel (1746-1794)                       | 1778                      | Huile sur toile 88 × 78 cm                                   | Base Rkd                    | Collection privée, Fonds Boreel, Pays-Bas                                                    |
|         | Portrait de Joachim Rendorp (1728-1792) pendant du Portrait de Wilhelmina Hillegonda Schuyt (1728-1802)               | 1778                      | Huile sur toile 88 × 78 cm                                   | Base Rkd                    | Collection privée, Fonds Boreel, Pays-Bas                                                    |
|         | Portrait d'Ivan Golovkin (1724-1791) pendant du Portrait de Cornelia van Strijen (1727-1794)                          | 1779                      | pastel sur papier ovale 62 × 52 cm                           | Base Rkd                    | Collection privée                                                                            |
|         | Portrait de Cornelia van Strijen (1727-1794) pendant du Portrait d'Ivan Golovkin (1724-1791)                          | vers 1779                 | pastel sur parchemin ovale 65 × 55 cm                        | Base Rkd                    | Château de Middachten, De Steeg (Rheden)                                                     |
|         | Portrait de femme, connu comme La Marquise d'Anglure                                                                  | vers 1780                 | pastel monté sur toile 61 × 48 cm                            | Musée                       | Musée des beaux-arts de San Francisco                                                        |

## Dates non documentées
| Tableau | Titre                                                                    | Date | Dimensions                        | Référence             | Lieu de conservation                   |
| ------- | ------------------------------------------------------------------------ | ---- | --------------------------------- | --------------------- | -------------------------------------- |
|         | Jean-Georges Noverre                                                     |      | pastel                            | Encyclopédie Larousse | Musée du Louvre, Paris                 |
|         | Portrait de Jean Le Rond d’Alembert (1717-1783)                          |      | Pastel sur papier bleu 55 × 45 cm | Musée                 | Musée du Louvre, Paris                 |
|         | Portrait de femme au corsage orné de fleurs bleues                       |      | Pastel                            |                       | Saint-Pétersbourg, musée de l'Ermitage |
|         | Portrait d'une pensionnaire du roi en costume de théâtre, tenant un loup |      | Huile sur toile ovale 74 × 59 cm  | Catalogue Sotheby's   | Collection privée Vente Sotheby's 2015 |
|         | Portrait de dame                                                         |      | pastel sur velin 62 × 46 cm       | Catalogue Sotheby's   | Collection privée Vente Sotheby's 2014 |
|         | Portrait d'une jeune femme Peut-être Mme D'Anglure                       |      | pastel sur velin 46 × 38 cm       | Catalogue Sotheby's   | Collection privée Vente Sotheby's 2013 |
|         | Portrait de dame                                                         |      | pastel sur papier 57 × 46 cm      | Musée                 | Statens Museum for Kunst, Copenhague   |
|         | Portrait de Maponde                                                      |      | pastel sur papier 75 × 56 cm      | Musée                 | Nationalmuseum, Stockholm              |
|         | Le Marquis de Marigny                                                    |      | pastel sur papier 64 × 50 cm      | Musée                 | Nationalmuseum, Stockholm              |